# Aeródromo Isla Martín García
El Aeródromo Isla Martín García (OACI: SAAK) da servicio a la isla homónima, situada sobre el Río de la Plata, en la Provincia de Buenos Aires, Argentina.
Cuenta con una terminal de pasajeros pequeña y con una sola pista de asfalto. El tráfico diario se compone de la aviación general y comercial privado (turismo). Los vuelos se realizan especialmente los fines de semana.
No se les permitía a las aeronaves hacer Touch-and-go debido a las restricciones de reducción del ruido para proteger a las aves que anidan en la reserva natural, al lado del aeropuerto. Desde 2021, el volumen de aeronaves aumentó  considerablemente y se permitieron los vuelos de práctica, lo que ha generado una contradicción con el objetivo de la reserva natural por los altos niveles de ruido durante el día, y un malestar en su población y visitantes.[cita requerida]